# Alpioniscus herzegowinensis
Alpioniscus herzegowinensis är en kräftdjursart som beskrevs av Karl Wilhelm Verhoeff 1931. Alpioniscus herzegowinensis ingår i släktet Alpioniscus och familjen Trichoniscidae. Inga underarter finns listade i Catalogue of Life.